# Majasto
Majasto is een bestuurslaag in het regentschap Sukoharjo van de provincie Midden-Java, Indonesië. Majasto telt 4079 inwoners (volkstelling 2010).